# Безенщет
Безенщет (на немски: Beesenstedt) е община в Саксония-Анхалт, Германия, с 1260 жители (към 31 декември 2008).
Намира се северозападно от Хале и на ок. 2 км от река Зале.